# Brodick
Brodick ist ein Dorf in Schottland auf der Insel Arran. Es ist mit 848 Einwohnern der zweitgrößte Ort auf der Insel und gehört zu Council Area North Ayrshire.

## Lage und Verkehr
Brodick liegt am Firth of Clyde auf der Ostseite Arrans. Das Dorf ist die zentrale Anlaufstelle für Touristen und Transporte von und zur Insel.
Brodick verfügt über den zentralen Fährhafen der Insel. Vom Hafen aus verkehren Busse. Auf der Insel verläuft eine Ringstraße, auf der Busse in beiden Richtungen im Ringverkehr eingesetzt werden. Ein zweiter Fährhafen liegt in Lochranza, so dass man die Insel überqueren kann.

## Infrastruktur
In Brodick befinden sich zahlreiche Einzelhandelsgeschäfte. Es gibt ein Heimatmuseum und ein Hallenschwimmbad. Seit Februar 2010 gibt es eine Strandpromenade vom Fährhafen bis zum Dorfende. In der Nähe Brodicks liegen das Schloss Brodick Castle, ein Golfplatz und der Berg Goat Fell.
Nördlich des Ortes steht direkt am Straßenrand der Shore Road, neben einem Parkplatz, der 2,4 m hohe Stronach Standing Stone, ein Menhir.

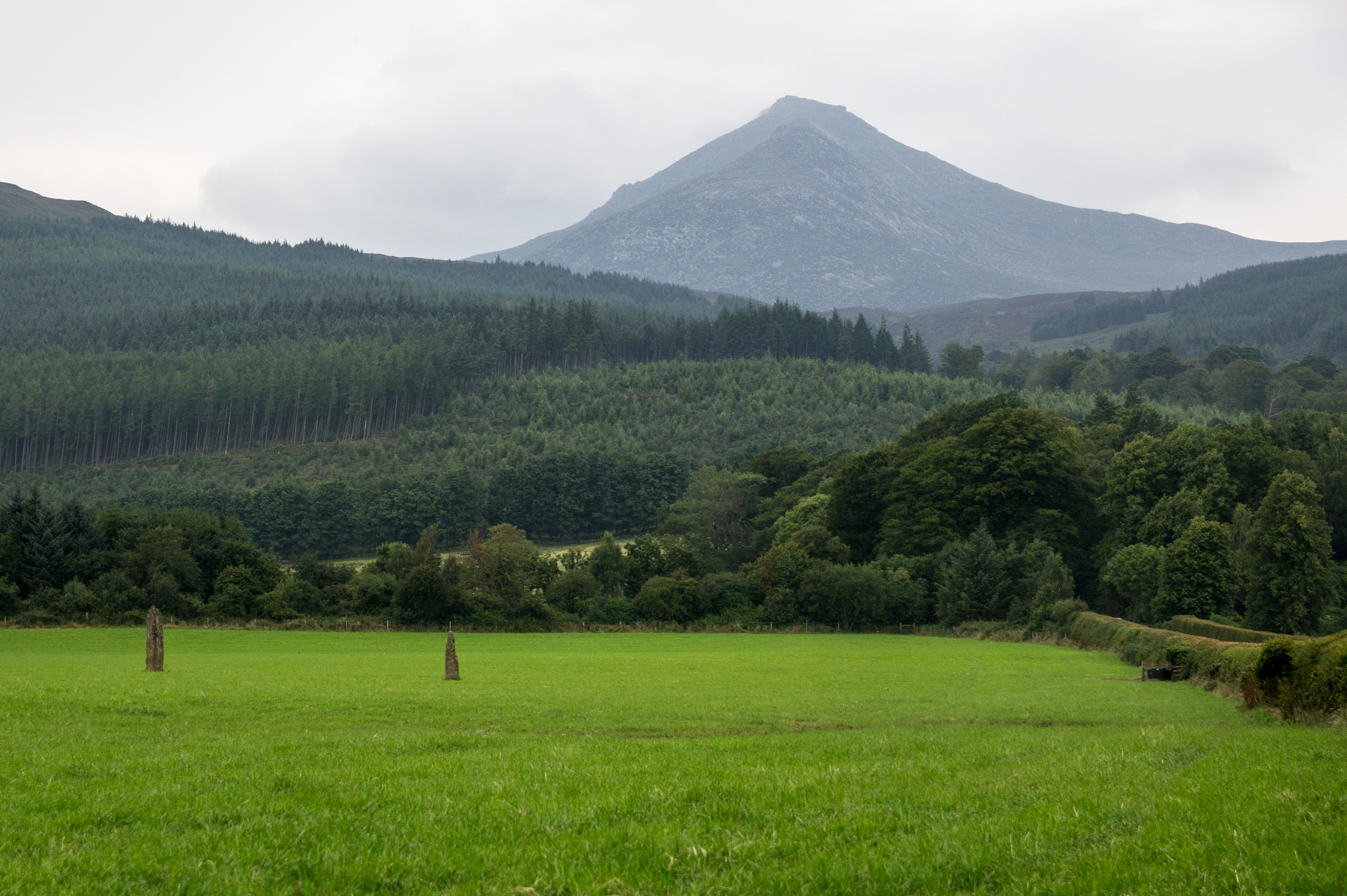
Menhire bei Brodick Castle